# Amt Bützow-Land
Amt Bützow-Land egy Lau 1-terület Németországban, Mecklenburg-Elő-Pomeránia tartományban. A székhelye Bützowban van. Lakosainak száma 16 212 fő (2020. december 31.).

## Története
Az Amt-ot 1992. március 31-én alapították.

## A települései
- Baumgarten, ide tartozik: Gralow, Katelbogen, Laase, Qualitz, Schependorf és Wendorf
- Bernitt, ide tartozik: Hermannshagen, Glambeck, Göllin, Jabelitz, Käterhagen, Kurzen Trechow, Langen Trechow, Moisall, Neu Bernitt, Neu Käterhagen, Schlemmin és Viezen
- A város Bützow, ide tartozik: Horst, Parkow és Wolken
- Dreetz, ide tartozik: Peetsch és Zibühl
- Jürgenshagen, ide tartozik: Gnemern, Groß Gischow, Klein Gischow, Klein Sien, Moltenow, Ulrikenhof és Wokrent
- Klein Belitz, ide tartozik: Boldenstorf, Friedrichshof, Groß Belitz, Neukirchen, Passin, Reinstorf és Selow
- Penzin
- Rühn, ide tartozik: Hof Rühn, Mückenhorst és Pustohl
- Steinhagen, ide tartozik: Neuendorf
- Tarnow, ide tartozik: Boitin, Grünenhagen és Zernin
- Warnow, ide tartozik: Buchenhof, Dietrichshof, Eickelberg, Eickhof, Klein Raden, Lübzin, Rosenow és Schlockow
- Zepelin, ide tartozik: Oettelin

## Népesség
A település népességének változása:

| 2020 | 16 212 |

## Fordítás
- Ez a szócikk részben vagy egészben  az   Amt Bützow-Land című német Wikipédia-szócikk fordításán alapul.  Az eredeti cikk szerkesztőit annak laptörténete sorolja fel. Ez a jelzés csupán a megfogalmazás eredetét és a szerzői jogokat jelzi, nem szolgál a cikkben szereplő információk forrásmegjelöléseként.